# Congratulations (Eurovision)
Congratulations: 50 Years of the Eurovision Song Contest var en TV-sänd gala som sändes internationellt den 22 oktober 2005 och den officiella 50-årsfesten för Eurovision Song Contest, som hade startat 1956. Svenska Abba:s Waterloo från 1974 utsågs då till alla tiders vinnare.
Galan sändes från Forum i Köpenhamn, Danmark och värdpar var Lettlands representant från 2000, Renārs Kaupers (sångare i Brainstorm) och 1997 års vinnare för Storbritannien Katrina Leskanich (från Katrina and the Waves).

## Sändningen
Galan bestod till största delen av en omröstning där tittarna skulle rösta fram tidernas bästa Eurovisionsbidrag. De fjorton bidrag som tävlade under kvällen hade fått flest röster under en omröstning på tävlingens officiella hemsida Eurovision.tv, där man hade kunnat rösta på samtliga Eurovisionsbidrag 1956–2005. 
Därutöver framträdde många tidigare deltagare på scenen, bland andra Carola Häggkvist, Richard Herrey, Massiel, Marie Myriam, Lys Assia och Sandra Kim. Dessutom framträdde Ronan Keating med sin nya låt. Han var programledare för Eurovision Song Contest 1997 och framträdde samma år i pausunderhållningen med sitt band Boyzone. Kören bestod av tre Eurovisionvinnare; Linda Martin, Charlie McGettigan och Eimear Quinn (samtliga från Irland) samt Jakob Sveistrup som representerade Danmark 2005. Vidare fanns så gott som alla Eurovision-vinnare i publiken.
Flera klipp med olika teman från tävlingens historia visades. Återkommande i alla teman var belgiska Nicole & Hugo och deras Baby Baby från 1973. De kom sedan in på scenen iklädda sina lila tajta scenkläder från 1973. Galan sågs av två miljoner TV-tittare i Sverige och svensk kommentator var Pekka Heino.
Congratulations fick sitt namn från Cliff Richards bidrag från 1968 som då kom tvåa och var med och tävlade även denna kväll.

## Resultatet
Efter att TV-tittarna och en jury i varje land kunnat rösta på samtliga bidrag gick de fem högst placerade bidragen vidare till final varpå räkneverken nollställdes och omröstningen påbörjades ännu en gång. I slutet av galan utropades de tre pallplatserna, men inga poäng eller röster redovisades under kvällen. 
| Start | Bidrag                          | Artist             | Första omröstning | Placering | Andra omröstning | Placering | I Eurovision |
| ----- | ------------------------------- | ------------------ | ----------------- | --------- | ---------------- | --------- | ------------ |
| 1     | Congratulations                 | Cliff Richard      | 105               | 8         | -                | -         | 2:a 1968     |
| 2     | What's Another Year?            | Johnny Logan       | 74                | 12        | -                | -         | 1:a 1980     |
| 3     | Diva                            | Dana International | 39                | 13        | -                | -         | 1:a 1998     |
| 4     | Eres tú                         | Mocedades          | 90                | 11        | -                | -         | 2:a 1973     |
| 5     | Ein bißchen Frieden             | Nicole             | 106               | 7         | -                | -         | 1:a 1982     |
| 6     | Nel blu dipinto di blu (Volare) | Domenico Modugno   | 200               | 2         | 267              | 2         | 3:a 1958     |
| 7     | Waterloo                        | Abba               | 331               | 1         | 329              | 1         | 1:a 1974     |
| 8     | Fly on the Wings of Love        | Olsen Brothers     | 111               | 6         | -                | -         | 1:a 2000     |
| 9     | Poupée de cire, poupée de son   | France Gall        | 37                | 14        | -                | -         | 1:a 1965     |
| 10    | Every Way That I Can            | Sertab Erener      | 104               | 9         | -                | -         | 1:a 2003     |
| 11    | Ne partez pas sans moi          | Céline Dion        | 98                | 10        | -                | -         | 1:a 1988     |
| 12    | Hold Me Now                     | Johnny Logan       | 182               | 3         | 262              | 3         | 1:a 1987     |
| 13    | Save Your Kisses for Me         | Brotherhood of Man | 154               | 5         | 230              | 5         | 1:a 1976     |
| 14    | My Number One                   | Helena Paparizou   | 167               | 4         | 245              | 4         | 1:a 2005     |

## Deltagare
Följande länder visade galan och röstade i den. Programmet visades senare även i Albanien, Armenien och Australien, men de länderna deltog inte i omröstningen. Storbritannien (BBC), Italien (RAI) och Frankrike (France Télévisions) valde att inte visa galan över huvud taget. 
- Andorra (RTVA)
- Österrike (Österreichischer Rundfunk)
- Belgien (VRT, RTBF)
- Bosnien och Hercegovina (PBSBiH)
- Kroatien (HRT)
- Cypern (Cyprus Broadcasting Corporation)
- Danmark (DR)
- Finland (Yle)
- Makedonien (MKRTV)
- Tyskland (ARD, WDR)
- Grekland (ERT)
- Island (RÚV)
- Irland (RTÉ)
- Israel (IBA)
- Lettland (LTV)
- Litauen (LRT)
- Malta (PBS)
- Monaco (TMC)
- Nederländerna (TROS)
- Norge (Norsk rikskringkasting)
- Polen (TVP)
- Portugal (RTP)
- Rumänien (TVR)
- Ryssland (C1R)
- Serbien och Montenegro (RTS, Radio Televizija Crne Gore)
- Slovenien (RTVSLO)
- Spanien (TVE)
- Sverige (SVT)
- Schweiz (SRG SSR idée suisse)
- Turkiet (Türkiye Radyo Televizyon Kurumu)
- Ukraina (Natsionalna suspilna teleradiokompanija Ukrajiny)

## Övrigt
Efter galan gavs två samlingsalbum och två DVD:er ut vid namn Congratulations. På dem samlades samtliga vinnarmelodier och andra favoriter från tävlingens historia.

### Fotnoter
1. ↑  ”Waterloo tidernas schlagervinnare”. Sveriges radio. 22 oktober 2005. http://sverigesradio.se/sida/artikel.aspx?programid=83&artikel=718651. Läst 25 september 2016.